# ヤーン・ツィケル
ヤーン・ツィケル（チェコ語: Ján Cikker、1911年7月29日 - 1989年12月21日）は、スロバキアの作曲家。

## 経歴
1911年、バンスカー・ビストリツァ生まれ。母と作曲家のヴィリアム・フィグシュ=ビストリから最初の音楽の手ほどきを受けた。高校卒業後の1930年から1935年までプラハ音楽院でヤロスラフ・クシーチカに作曲を師事し、その他に指揮とオルガンを学んだ。その後、プラハ音楽院の大学院で1946年までヴィーチェスラフ・ノヴァークについて学んだ。
その間、1937年から1938年までウィーンに出てフェリックス・ワインガルトナーについて学び、1939年から1949年までブラチスラバ音楽院の教壇に立った。また1945年からスロバキア国立劇場のオペラアドバイザーとなったが、1948年にチェコスロバキア共産党が政権を取ると、ツィケルは職を追われた。最終的にブラチスラバ音楽演劇アカデミーの作曲の教授となった。

## 作曲作品
作品には連作交響詩『人生について』、スロバキア組曲、シュッツの主題による瞑想曲などの管弦楽曲、オペラ、連作歌曲などがある。